# Dia (chanteuse)
Ne doit pas être confondu avec DIA (groupe).
Pour les articles homonymes, voir Dia.
Dia (hangeul: 디아, stylisé DIA) (née le 12 juin 1992) est une chanteuse sud-coréenne et membre du girl group maintenant séparé Kiss&Cry.

## Carrière
Dia a créé un carnet nommé Dia's Sketchbook, dans lequel elle met des vidéos d'elle reprenant des chansons de d'autres artistes. Dia a collaboré avec de nombreaux artistes, notamment IU, The Black, D'Nine, H-Eugene, PD Blue et d'autres encore.
Elle a été membre du girl group Kiss & Cry, qui a sorti un single et s'est ensuite séparé (bien que leur agence clame qu'elles sont en pause, il n'y a aucune mention notable du groupe nulle part sur le site web de celle-ci).

## Discographie

### Singles
| Informations sur l'album                                                                                 | Liste des pistes |
| --- | --- |
| KNOCK (Édition spéciale) - Durée : 14:12 - Date de sortie : 3 mars 2010 - Langue : coréen                | 1. "KNOCK (ft. H-Eugene)" 2. "니가 돌아오면 (If You Come Back)" 3. "Another Boy [Guitar Ver]" 4. "Another Boy [Piano Ver]" 5. "니가 돌아오면 (If You Come Back) [Inst]" |
| 이젠 안녕(Goodbye Now) - Durée : 6:18 - Date de sortie : 29 avril 2010 - Langue : coréen                 | 1. "이젠 안녕 (Goodbye Now)" 2. "이젠 안녕 (Goodbye Now) [Inst]" |
| 혼자서 (Alone) - Durée : 8:16 - Date de sortie : 28 septembre 2011 - Langue : coréen                     | 1. "혼자서 (Alone)" 2. "혼자서 (Alone) [Inst]" |
| Love Step - Durée : 7:18 - Date de sortie : 18 novembre 2011 - Langue : coréen                           | 1. "Love Step" 2. "Love Step [Inst]" |
| Secret - Durée : 7:04 - Date de sortie : 23 mars 2012 - Langue : coréen                                  | 1. "단축번호 1번 (Speed Dial No.1)" 2. "단축번호 1번 (Speed Dial No.1) [Inst]"                                                                                          |
| Wedding - Durée : 7:00 - Date de sortie : 11 mai 2012 - Langue : coréen                                  | 1. "바보처럼 좋아해 (Like You Like A Fool)" 2. "Slowly Feel My Eyes" |
| 이별, Pt. 1 - Durée : 7:27 - Date de sortie : 4 juillet 2012 - Langue : coréen                           | 1. "사랑에 미쳐서 (Crazy In Love)" 2. "니가 돌아오면 (Come Back To Me)"                                                                                                 |
| La Ta Ta (라따따) - Durée : 7:20 - Date de sortie : 19 septembre 2012 - Langue : coréen                  | 1. "La Ta Ta (라따따)" 2. "La Ta Ta (라따따)[Inst]" |
| La Ta Ta (라따따) [Édition spéciale] - Durée : 7:20 - Date de sortie : 26 octobre 2012 - Langue : coréen | 1. "La Ta Ta (라따따)[Special Edition]" 2. "La Ta Ta (라따따)[Inst] [Special Edition]"                                                                                  |
| Paradise - Durée : 3:22 - Date de sortie : 11 décembre 2014 - Langue : coréen                            | 1. "Paradise" |

### Mini-albums digitaux
| Informations sur l'album                                                                  | Liste des pistes |
| ----------------------------------------------------------------------------------------- | --- |
| 0 [kæret] - Durée : 34:00 - Date de sortie : 10 février 2009 - Langue : coréen            | 1. "My Dream" 2. "웃어봐 (Smile)" 3. "With U (ft. Dr9) 4. "사랑은 독이다 (Love Is Poison)" 5. "Karma" 6. "My Dream (Piano Ver)" 7. "My Dream (Eng Ver)" 8. "My Dream [Inst]" 9. "웃어봐(Smile)(Remix Ver)[Digital Ed. Only] 10. "My Dream (Brand New Ver.) [Digital Ed. Only]" 11. "Karma (Remix Ver) [Digital Ed. Only]"         |
| 0.5 [kæret] - Date de sortie : 11 janvier 2010 - Durée : 19:20 - Langue : coréen          | 1. "Another Boy" 2. "Knock (ft. H-Eugene)" 3. "지독한 사랑아 (Crazy Love)[Full Ver]" 4. "Knock (Club Remix)" 5. "Another Boy (Harp Ver)" 6. "Knock (Original Ver)" |
| 울어도 울어도 (Cry Cry) - Date de sortie : 19 mars 2010 - Durée : 33:26 - Langue : coréen | 1. "울어도 울어도 (Crying Crying)" 2. "Slowly Feel My Eyes" 3. "바보처럼 좋아해 (I Like You As A Fool)" 4. "사랑에 미쳐서 (Crazy in Love)" 5. "D.bridge (feat The Black)" 6. "Love Love Love (ft. D' Nine) 7. "나방(Moth)" 8. "이젠 안녕 (Goodbye Now) 9. "울어도 울어도 (Crying Crying) [Inst]" 10. "Slowly Feel My Eyes [Inst]" |
| Luxury Edition - Date de sortie : 5 janvier 2011 - Langue : coréen                        | 1. "하루종일 비가 내렸어 (It Rained All Day)[Jung String Ver]" 2. "온세상에 눈이 내리면 (Snow falls in the world)[EmeNes Remix] (ft. Dr.9, Crispi Crunch)" 3. "Slowly Feel My Eyes [JK Remix] (feat Crispi Crunch)" 4. "하루종일 비가 내렸어 (It Rained All Day) [Jung String Ver] [Inst]"                                        |

### Albums
| Informations sur l'album                                                                  | Liste des pistes |
| ----------------------------------------------------------------------------------------- | --- |
| My Story [1 kæret]: - Durée : 46:06 - Date de sortie : 11 novembre 2010 - Langue : coréen | 1. "하루종일 비가 내렸어 (It Rained All Day)" 2. "온세상에 눈이 내리면 (Snow Falls In The Whole World) (ft. Soul Connection, Dr.9)" 3. "사랑이 오려나 봐요 (Love Feeling) (ft. A-mi)" 4. "니가 돌아오면 (If You Come Back)" 5. "울어도 울어도 (Crying Crying)" 6. "Slowly Feel My Eyes" 7. "바보처럼 좋아해 (I Like You As A Fool) 8. "나방 (Moth) 9. "Another Boy" 10. "이젠 안녕 (Goodbye Now)" 11. "사랑에 미쳐서 (Crazy In Love)" 12. "Knock (ft. H-Eugene)" 13. "D.bridge (ft. The Black)" 14. "하루종일 비가 내렸어 (It Rained All Day) [Inst]" |

### Collaboration dans des singles digitaux
| Informations sur l'album | Liste des pistes |
| --- | --- |
| 사계절 정원 (Four Seasons Garden) - Dia & Winter Season - Durée : 5:39 - Date de sortie : 15 avril 2011 - Langue : coréen         | 1. "Prelude(여우비)" 2. "Spring(봄)" |
| 이별후회 (Regret) - Dia & PD. Blue - Durée : 16:16 - Date de sortie : 29 avril 2011 - Langue : coréen                             | 1. "이별후회 (Regret)" 2. "이별후회 (Regret) [Jazz Piano Ver]" 3. "이별후회 (Regret) [Inst]" 4. "이별후회 (Regret) [Jazz Piano Ver] [Inst]" |
| 사랑한단말이야 (My Soo) - Dia & PD. Blue - Durée : 6:00 - Date de sortie : 2 juin 2011 - Langue : coréen                          | 1. "사랑한단말이야 (My Soo)" 2. "사랑한단말이야 (My Soo)[Inst]"                                                                             |
| 너에게 난 나에게 넌... (You & I, I & You...) - Dia & PD. Blue - Durée : 7:28 - Date de sortie : 21 octobre 2011 - Langue : coréen | 1. "너에게 난 나에게 넌... (You & I, I & You...)" 2. "너에게 난 나에게 넌... (You & I, I & You...)"                                         |

### Émissions télévisées
| Année | Titre                   | Chaîne | Notes                | Vidéo        |
| ----- | ----------------------- | ------ | -------------------- | ------------ |
| 2015  | Yu Huiyeol's Sketchbook | KBS2   | Invitée, épisode 253 | KBS World TV |

## Vie privée
Dia a étudié au Sangok High School. Elle étudie actuellement aux Institut des Arts de Séoul.

## Récompenses
- 2008 : Chupung Ryeon Song Festival Award (dans le district de Yeongdong)
- 2008 : Youth Song Festival Daesang Award
- 2008 : Incheon Bupyeong Award Daesang
- 2008 : Gold Dongseongro Song Festival Award (à Daegu)
- 2008 : Gold Pohang Beach Song Festival Award
- 2008 : The Revenge Song Festival Silver Award (à Ulsan)